# Theo Evan
Evangelos Theodorou (em grego: Ευάγγελος Θεοδώρου; Nicósia), conhecido pelo seu nome artístico Theo Evan, é um cantor, compositor, dançarino e ator cipriota. Representou Chipre no Festival Eurovisão da Canção de 2025 com a música «Shh».

## Biografia
Nascido em Nicósia, no seio de uma família bem-sucedida de origens greco-cipriota, passou a sua juventude em sessões de dança e a cantar no coro da escola. É cantor e dançarino desde os sete anos de idade e começou a escrever canções na adolescência. Theo também participou numa grande variedade de produções teatrais e concursos de talentos em Chipre, tendo frequentemente recebido prémios e distinções.
Após a sua formação no Colégio Britânico de Chipre, em Nicósia, Theo mudou-se para os Estados Unidos para estudar música e interpretação no Berklee College of Music em Boston, Massachusetts. Em 2021, lançou o seu primeiro single intitulado «The Wall». Também apareceu como figurante na série de televisão americana Euphoria.
A 2 de setembro de 2024, a Corporação Cipriota de Radiodifusão selecionou-o internamente para representar o país no Festival Eurovisão da Canção 2025 em Basileia, tornando-se o primeiro representante cipriota nativo da ilha desde Hovig Demirjian em 2017.

## Estilo musical
A música de Theo Evan é descrita como inspirada por tudo, desde Stromae a Michael Jackson até reggaeton.

## Discografia

### Singles
- 2021 – The Wall
- 2022 – So Cold
- 2022 – Burn Us Down
- 2023 – Save Me from Myself
- 2023 – Dark Side
- 2024 – The Cost of Losing You
- 2024 – Fading Dreams
- 2025 – Shh